# 坂口拓
坂口 拓（さかぐち たく、TAK∴ 、1975年3月15日 - ）は、日本のアクション俳優、アクション監督、アクションコーディネーター、映画監督、YouTuber。石川県出身。

## 経歴・人物
俳優として、主にアクション映画の主役として活動している。『あずみ』『東京残酷警察』『戦闘少女 血の鉄仮面伝説』など悪役も演じることも多い。アクション監督時には匠馬敏郎名義でクレジットされることがある。
『VERSUS』で映画デビューし、この作品が海外でもヒットしたことにより、スピードマスターとして世界でも名の知れたアクション俳優となる。数々の主演映画を経て、狂武蔵の撮影を機に引退を決意。2013年3月4日に俳優業を引退したが、2014年5月にTAK∴として復帰した。∴はトリプルクラウンとして坂口拓、下村勇二、稲川義貴の3人の意味が込めてある。復帰作の『RE:BORN』は軍事格闘のスペシャリスト 稲川義貴に師事し、ウェイブという日本の古武術を取り入れた身体操作をマスターし、実戦で使われている本格的な零距離戦闘術（ゼロレンジコンバット）を学び映画に取り入れた。
2020年にクラウドファンディングで日の目を見た映画『狂武蔵』は、71分のアクションを1カットで撮ったということで話題になる。
2017年2月26日に次世代忍者集団である靁凮刄をプロデュースした。
2019年に映画『狂武蔵』のプロモーションの一環としてYoutubeチャンネル「たくちゃんねる」の配信を開始。「たくちゃんねる」では「現代忍者」を名乗っており、本格的な軍事格闘術から坂口がモットーとするリアルアクションをバラエティ豊かに表現する動画コンテンツが、様々な方面から話題になっている。2020年には稲川義貴の零距離戦闘術団体「Invisible Unit」のウェイブマスターとして就任している。
2020年にテレビ朝日の『激レアさんを連れてきた。』に出演し、世界でも高く評価されている唯一無二のアクション俳優として紹介された。
2023年に主演映画『1％er ワンパーセンター 』が公開される予定であったが、その前年からの映画監督・園子温の性加害疑惑に坂口が関連していた疑惑が報道され、それらを巡り2度（情報解禁前であったが当初はその前年に公開予定であったのを含めると3度）公開が延期されたが、2024年にようやく公開となった。
極度の閉所恐怖症であり、航空機内では着席ができない。加えて当世具足や西洋甲冑の兜を装着することが出来ない。

## 育成・指導
アクション俳優の指導を行なっている。
- 清野菜名[10]
- 山﨑賢人
- 山田姫奈
- 吉本実憂[11][12]
- 篠田麻里子
- 坂口茉琴（一番弟子）
- アシダユウキ（二番弟子）
- 住川龍珠（三番弟子）
- 戸田妃七乃（四番弟子）
- 中村莉久（外弟子）

## 出演

### 映画
- 『手鼻三吉と2（トゥワイス）志郎が往く』シリーズ - 主演・手鼻三吉
  - 手鼻三吉と2（トゥワイス）志郎が往く（1999年）
  - 手鼻三吉、世界を翔ける（2002年）
  - 手鼻三吉と2（トゥワイス）志郎が往く・北の0年（2005年）
  - TEBANA SANKICHI: Re-mix ver.（2012年）
- VERSUS -ヴァーサス-（2001年） - 主演・囚人番号KSC2-303
- ALIVE -アライブ-（2003年） - ゼロス
- 地獄甲子園（2003年） - 主演・野球十兵衛
- あずみ（2003年） - 佐敷三蔵
- ゴジラ FINAL WARS（2004年） - X星人親衛隊[2] / アクション協力[2]
- 怪奇穴人間（2004年） - 原案兼務
- あずみ2 Death or Love（2005年） - 土蜘蛛
- パッチギ!（2005年） - 大阪ホープ会のリーダー
- SHINOBI-HEART UNDER BLADE-（2005年） - 夜叉丸
- 魁!!クロマティ高校 THE★MOVIE（2005年） - 山本一郎 ※友情出演
- デス・トランス（2006年） - グレイヴ / アクション監督
- アキハバラ@DEEP（2006年）アクション監督
- スケバン刑事 コードネーム=麻宮サキ（2006年）
- 実録・連合赤軍 あさま山荘への道程（2007年） - 塩見孝也
- 魁!!男塾（2008年） - 主演・剣桃太郎 / 監督・脚本
- 最強兵器女子高生 RIKA（2008年）アクション監督
- 東京残酷警察（2008年） - タナカコウジ（チェーンソー男）
- 非女子図鑑「魁!!みっちゃん」（2009年）
- 激情版 エリートヤンキー三郎（2009年） - 黄泉山豪
- 戦闘少女 血の鉄仮面伝説（2010年） - 如月 / 第一章監督
- 極道兵器（2011年） - 主演・岩鬼将造 / 監督・脚本
- デッドボール（2011年） - 主演・野球ジュウベイ
- men's egg Drummers（2011年）
- 地獄でなぜ悪い（2013年） - 佐々木
- 大阪蛇道 Snake of Violence（2015年）- ケンジ
- MAX THE MOVIE（2016年） - 坂口（匠馬敏郎名義）
- RE:BORN（2017年） - 主演・黒田敏郎 / アクション監修（稲川義貴、下村勇二と共同）
- レッド・ブレイド（2018年12月15日）- 才蔵[13]
- キングダム（2019年） - 左慈[14]
- 爆裂魔神少女 バーストマシンガール（2019年） - マツカタ
- 大阪少女（2020年3月21日）[15] - 黒田敏郎
- TOKYOドラゴン飯店（2020年8月1日）
- 狂武蔵（2020年8月21日）- 主演・宮本武蔵
- 劇場版 忍者じゃじゃ丸くん（2020年8月28日）
- 恋の墓（2020年9月25日） - マッチングマスター・タク
- 暴力無双 プレビュー (2021年１月) - 主演・ナックル
- プリズナーズ・オブ・ゴーストランド Prisoners of the Ghostland（2021年10月8日）
- BAD CITY（2023年） - ハン（金数義の右腕）
- 1%er ワンパーセンター（2024年12月6日[注 1]） - 主演・匠馬敏郎[16][17][8][9]

### テレビ
- ビー・バップ・ハイスクール シリーズ（2004年・2005年、TBS） - 山田敏光 / アクション監督
- スパイ道（2005年、BS-i）
- 里見八犬伝（2006年、TBS） - 巨田助友 / アクション監督
- 仮面ライダーカブト（2006年、テレビ朝日） - 乃木怜治
- 陽炎の辻〜居眠り磐音 江戸双紙〜（2007年、NHK総合） - 伊勢崎図書之助
- 乙女のパンチ（2008年、NHK総合）
- 湯けむりスナイパー 第11話 - 最終話（2009年、テレビ東京）
- 日曜劇場（TBS）
  - ぼくの妹（2009年）
  - 本日も晴れ。異状なし（2009年）
- SOIL ソイル（2010年、WOWOW）
- 放課後はミステリーとともに（2012年、TBS）
- クローバー（2012年、テレビ東京） - 御堂宏樹
- バウンサー（2017年4月 - 、BSスカパー!） - 虎井清十郎
- 七人の秘書（2020年10月22日 - 12月10日、テレビ朝日） - 黒木瞬介
- レッドアイズ 監視捜査班（2021年2月20日 - 日本テレビ）- 真弓
- ダウンタウンDX（2021年2月25日、読売テレビ）
- 封刃師 第5話 - 最終話（2022年2月13日 - 3月13日、ABC・テレビ朝日）- 悟堂真

### ウェブドラマ
- 暴力無双 （2021年1月24日、Xstream46） - ナックル / アクション監督[18]

### ゲーム
- 仮面ライダー バトライド・ウォー（2013年、PS3） - カッシスワーム[19]
- 仮面ライダー バトライド・ウォーII（2014年、PS3・Wii U）- カッシスワーム

## 演出等
出演作は省略。

### 映画（作品）
- 愛のむきだし（2009年1月31日、監督：園子温）アクションデザイン
- 鎧 サムライゾンビ（2009年）監督
- 小出むきだし（2010年）脚本・監修
- ヤクザガール（2010年）アクション監督
- 冷たい熱帯魚（2011年）アクションデザイン
- ヒミズ（2012年1月14日）アクション監督
- クロコーチ（2013年、TBS）（匠馬敏郎名義）
- TOKYO TRIBE （2014年）アクション監督（匠馬敏郎名義）
- 虎影 （2015年）アクション監督（匠馬敏郎名義）
- アイアングランマ（2015年、NHK BSプレミアム） - アクション監督（匠馬敏郎名義）
- リアル鬼ごっこ（2015年7月11日公開） - アクション監督（匠馬敏郎名義）
- HiGH&LOW THE RED RAIN （2016年）アクション監督（匠馬敏郎名義）
- ブルーハーツが聴こえる「少年の詩」 （2017年）アクション監督（匠馬敏郎名義）
- 東京ヴァンパイアホテル（2017年6月16日 Amazonプライム・ビデオ）（2017年）アクション監督（匠馬敏郎名義）
- 世界は今日から君のもの（2017年）アクション監修（匠馬敏郎名義）
- 蠱毒 ミートボールマシン （2017年）アクション監修（匠馬敏郎名義）
- くノ一 阿紀（短編映画 2017年）監督
- ファイナルライフ-明日、君が消えても-（2017年9月8日配信開始、全12話、Amazonプライム・ビデオ）アクション監督（匠馬敏郎名義）
- デメキン（2017年）アクション監督（匠馬敏郎名義）
- クソ野郎と美しき世界「ピアニストを撃つな！」（2018年4月6日）アクション監督（匠馬敏郎名義）
- アイアングランマ2（2018年、NHK BSプレミアム）アクション監督（匠馬敏郎名義）
- レッド・ブレイド（2018年）総合演出/アクション監修
- 下忍 赤い影（2019年10月4日公開）アクション監修
- 下忍 青い影（2019年11月15日公開）アクション監修
- 爆裂魔神少女 バーストマシンガール（2019年）アクション監督
- WELCOME TO JAPAN 日の丸ランチボックス（2019年）アクション監修
- 愛いなき森で叫べ（2019年）バイオレンス監修
- ゴースト・マスター（2019年）アクション監督
- TOKYO ドラゴン飯店（2020年）アクション監督